# 邁氏絲鰭脂鯉
邁氏絲鰭脂鯉，中文别名红珍珠溅水鱼，為輻鰭魚綱脂鯉目脂鯉亞目鱂脂鯉科的其一種，分布於南美洲巴西及委內瑞拉的淡水流域，體長可達4.5公分，棲息底中層水域，生活習性不明。